# 拉纳瓦德圣地亚哥
拉纳瓦德圣地亚哥（西班牙語：La Nava de Santiago）是西班牙埃斯特雷马杜拉巴达霍斯省的一个市镇。总面积45平方公里，总人口1142人（2001年），人口密度25人/平方公里。